# Degeberga
Degeberga ist ein Ort (tätort) in der schwedischen Provinz Skåne län und der historischen Provinz Schonen. Der Ort, der in der Gemeinde Kristianstad liegt, ist bekannt für das Forsakar naturreservat mit den beiden höchsten Wasserfällen Schonens.

## Geschichte

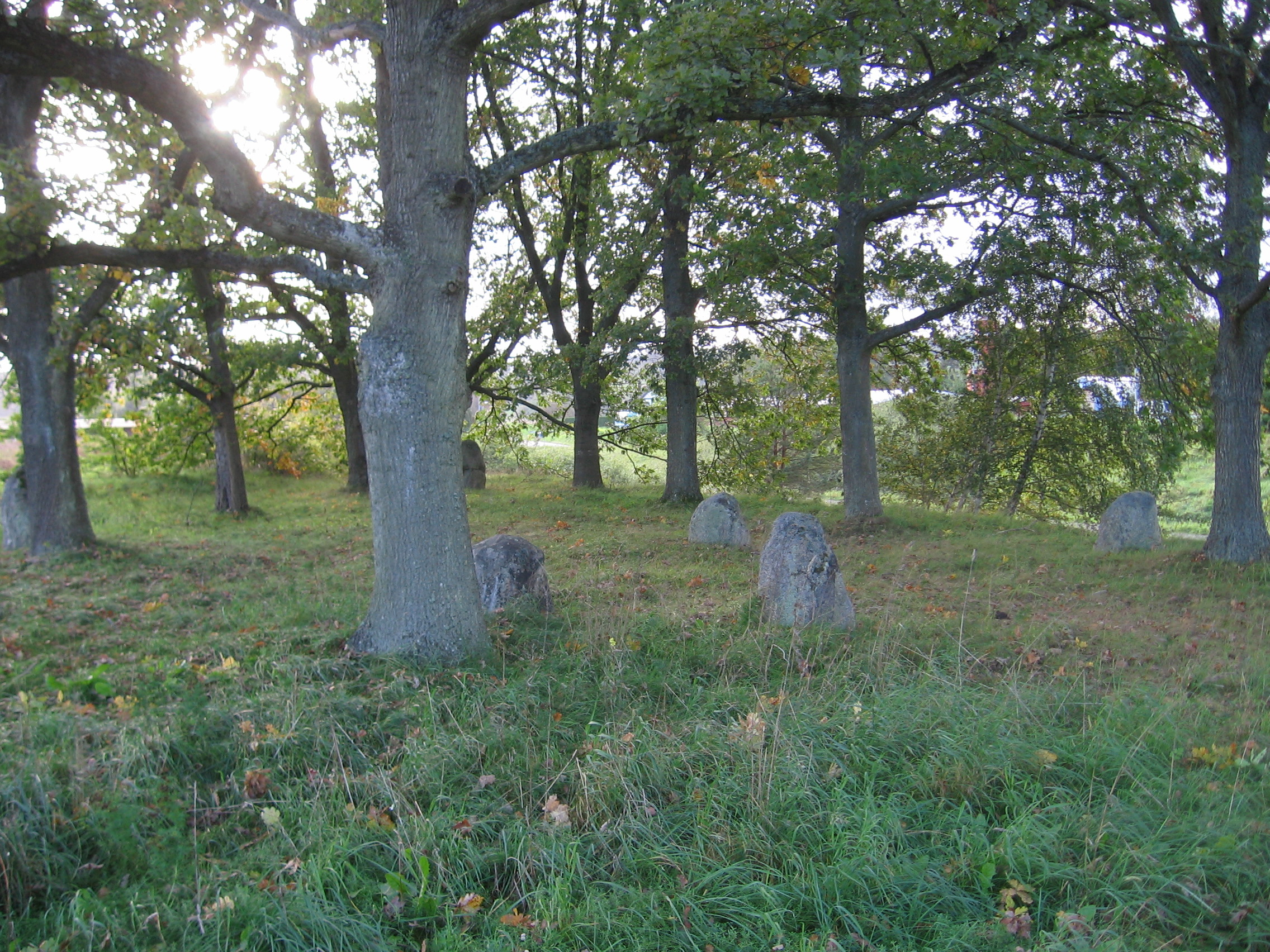
Eisenzeitlicher Steinkreis von Degeberga

In und um Degeberga gibt es ungefähr 15 Reste aus prähistorischer Zeit, darunter eine Schiffssetzung und mehrere Grabanlagen. Die meisten der archäologisch interessanten Orte stammen aus der Eisenzeit, darunter ein Steinkreis (domarring), der sich am oberen Rand des Ortes befindet. Aus den Funden wird ersichtlich, dass das Gebiet um Degeberga schon in der Eisenzeit als Thingstätte und Handelsplatz gedient zu haben scheint. Auf dem Weg zwischen Degeberga und Östra Sönnarslöv befinden sich mehrere Hügelgräber und ein weiterer Steinkreis aus der älteren Eisenzeit.
In historischer Zeit wurde Degeberga zuerst erwähnt in mehreren Dokumenten aus dem 14. Jahrhundert. Bereits vorher scheint es aber sesshafte Bauern gegeben zu haben, die Bebauung begann offenbar schon vor der Ersterwähnung des Namens Degeberga. Die romanische Kirche kann schon aus dem 13. Jahrhundert stammen. Der Name des Orts enthält die Elemente „berg“ und „dege“, letzteres kann entweder von Mitteldänisch *deghia, „Sumpf“ oder von mitteldänisch digher, „groß“ kommen. Der Name ließe sich dann mit „die großen Berge“ übersetzen, was auf den Linderödsåsen hindeutet, das südschwedische Höhengebiet, das sich von Degeberga bis Höör erstreckt.

### Einwohnerentwicklung
| Jahr | Einwohner |
| ---- | --------- |
| 1960 | 0588      |
| 1970 | 0889      |
| 1980 | 1401      |
| 1990 | 1406      |
| 2000 | 1346      |
| 2010 | 1291      |
| 2015 | 1328      |

## Infrastruktur, Kultur und Verwaltung

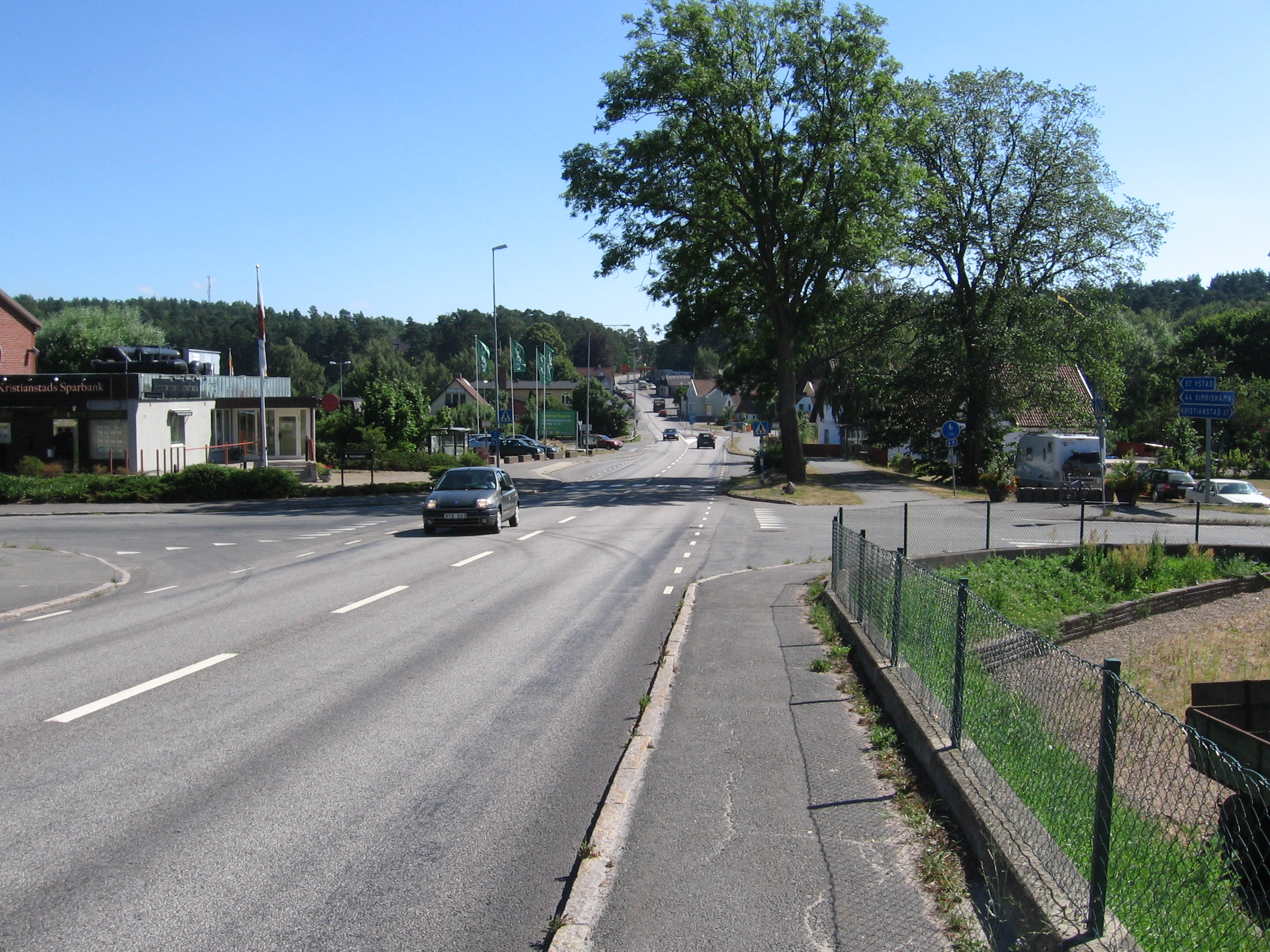
Die Wohnhäuser liegen am Tingsvägen, der durch den Ort führt.

Degeberga liegt an der Reichsstraße 19 zwischen Ystad und Kristianstad. Im Ort gibt es eine Bibliothek (Degeberga bibliotek), eine Schule (Degeberga skola), zwei Supermärkte, ein Behandlungs- und Pflegezentrum sowie eine öffentliche Zahnfürsorge und ein Altenwohnheim. Außerhalb des Ortes liegt ein Golfplatz, auf dem der 1988 gegründete Degeberga-Widtsköfle GK trainiert, der örtliche Golfclub. Da Degeberga nahe an der Ostsee liegt (etwa zehn Kilometer entfernt von der Hanöbucht), ist der Tourismus ein wichtiger Wirtschaftsfaktor. Die ortsansässige Firma Degeberga stugby AB verkauft und vermietet Ferienhäuser.
Jedes Jahr findet in Degeberga ein Markt statt, der aber nicht mit dem größeren und bekannteren in Kivik mithalten kann. Ebenfalls jährlich gibt es ein Spielmannstreffen im Heimatpark (hembygdsparken), wo auch die Midsommar-Feuer und verschiedene Antik- und Sammlermärkte stattfinden. Im Heimatpark finden sich erhaltene bzw. restaurierte Häuser aus dem 18. und frühen 20. Jahrhundert, u. a. eine Mühle, sowie ein dem Bildhauer Ivar Johnsson gewidmetes Museum.
Früher war Degeberga Hauptort einer gleichnamigen eigenen Gemeinde (schwedisch kommun), diese wurde aber im Rahmen einer Kommunalreform 1974 aufgelöst und Degeberga nach Kristianstad eingemeindet. Den Namen Degeberga trägt heute nur noch der Degeberga tätort und die Degeberga församling (Kirchengemeinde). Dabei ist tätort staatlich-administrativ, während församling in der kirchlich-administrativen Hierarchie der Schwedischen Kirche dem Bistum Lund (Lunds stift) und Villands och Gärds kontrakt untergeordnet ist. Die Kirche der församling ist die Degeberga kyrka.

## Natur

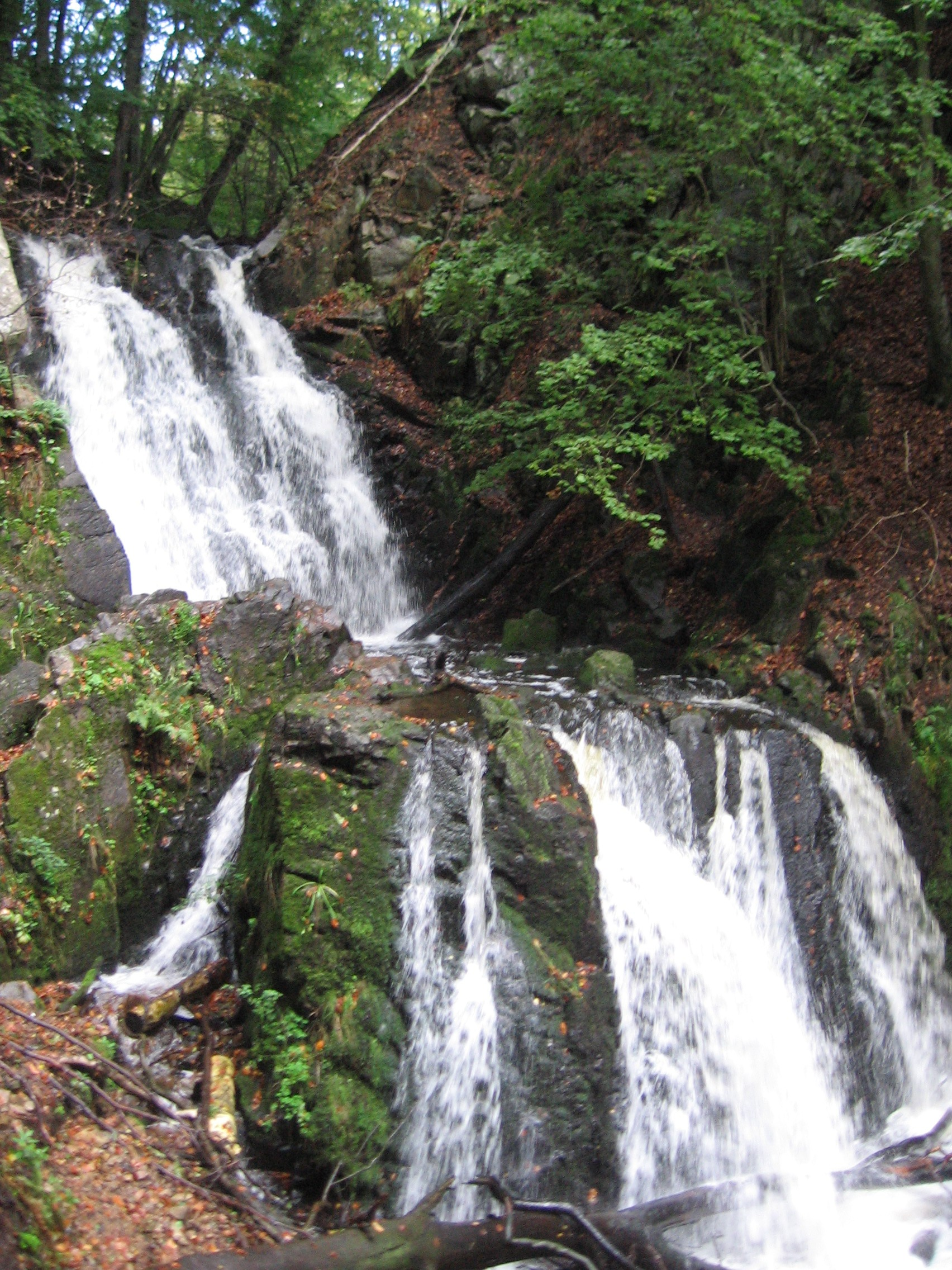
Der untere Forsakar-Wasserfall

Der Touristenort liegt innerhalb von Kristianstads Vattenrike („Kristianstads Wasserreich“), einem ausgedehnten Feuchtgebiet im Bereich um die Stadt Kristianstad. In der Nähe von Degeberga liegen zwei Naturschutzgebiete: Forsakar und Degeberga backar. Das zehn Hektar große Forsakar-Gebiet beherbergt einen Bach, der hier die beiden größten Wasserfälle Schonens bildet: Der Forsakarsbäcken („Forsakar-Bach“) entspringt im Linderödsåsen, einem Gebirgskamm in Nordschonen, und stürzt nahe Degeberga in einem jeweils acht bzw. zehn Meter hohen Wasserfall zwei Schluchten hinab. Das Naturschutzgebiet wurde 1929 eingerichtet, nachdem bereits drei Dämme errichtet worden waren, die zur Erzeugung von Wasserkraft dienten. Heute hat der Bach eine mit Buchen bestandene Schlucht gebildet, durch die er nun fließt. Etwa zwei Kilometer hinter Forsakar verschwindet der Forsakarsbäcken in der Erde und taucht erst nahe Vittskövle wieder auf. In diesem Tal haben sich seltene Tier- und Pflanzenarten angesiedelt, darunter der geschützte Dunkelblaue Laufkäfer (Carabus intricatus), die Gebirgsstelze, die Wasseramsel, der Pirol und das Wald-Bingelkraut. Auch Carl von Linné besuchte Forsakar am 2. Mai 1749.